# Attaque au couteau de Vetlanda
 (juillet 2021).
Si vous disposez d'ouvrages ou d'articles de référence ou si vous connaissez des sites web de qualité traitant du thème abordé ici, merci de compléter l'article en donnant les références utiles à sa vérifiabilité et en les liant à la section « Notes et références ».
L'attaque au couteau de Vetlanda est survenue le 3 mars 2021 à Vetlanda, en Suède, lorsque sept personnes ont été poignardées.

## Attaque
À 15 h 0 heure locale, près de la zone de Bangårdsgatan (sv) de la ville de Vetlanda, dans le sud de la Suède, un homme s'est livré à une attaque à l'arme blanche dans les rues de la ville, attaquant des piétons au hasard avec une hache. Sept civils ont été poignardés, dont certains sont dans des conditions critiques. L'attaquant, un Afghan d'une vingtaine d'années, a été abattu par la police et blessé avant d'être arrêté. Son identité et ses motivations sont actuellement inconnues. Une enquête pour terrorisme a été lancée, puis abandonnée.
Toutes les victimes, y compris l'agresseur, ont été hospitalisées. Au 4 mars 2021, trois d'entre eux étaient dans un état critique mettant leur vie en danger; deux ont été gravement blessés, deux autres ont été modérément blessés et un individu a été légèrement blessé.
Stefan Löfven, le Premier ministre suédois, a condamné l'attaque.

## Suspect
Le suspect arrêté est un citoyen afghan âgé d'une vingtaine d'années et vivait dans un appartement à Vetlanda. Selon les archives publiques, il a été enregistré comme étant arrivé en Suède en 2018. Il a déménagé à Vetlanda en avril 2020, d'une ville voisine. Selon ses voisins, il parlait mal le suédois et n'avait aucune connaissance de l'anglais, ce qui rendait la communication avec lui difficile. Il était fréquemment aidé par une femme des services sociaux. Il avait déjà été condamné pour des infractions liées aux drogues et était connu de la police pour avoir commis des infractions mineures. Le journal suédois Expressen affirme que le suspect a 22 ans.